# Charles Rouvière
Charles Claude Etienne Rouvière, né le 8 novembre 1866 à Lyon (2e arrondissement), et mort le 16 janvier 1924 au Vésinet, est un peintre paysagiste français.

## Biographie
Il a peint des paysages entre autres à Optevoz et à L'Isle-Crémieu.
Il est inhumé au cimetière ancien de Villeurbanne.

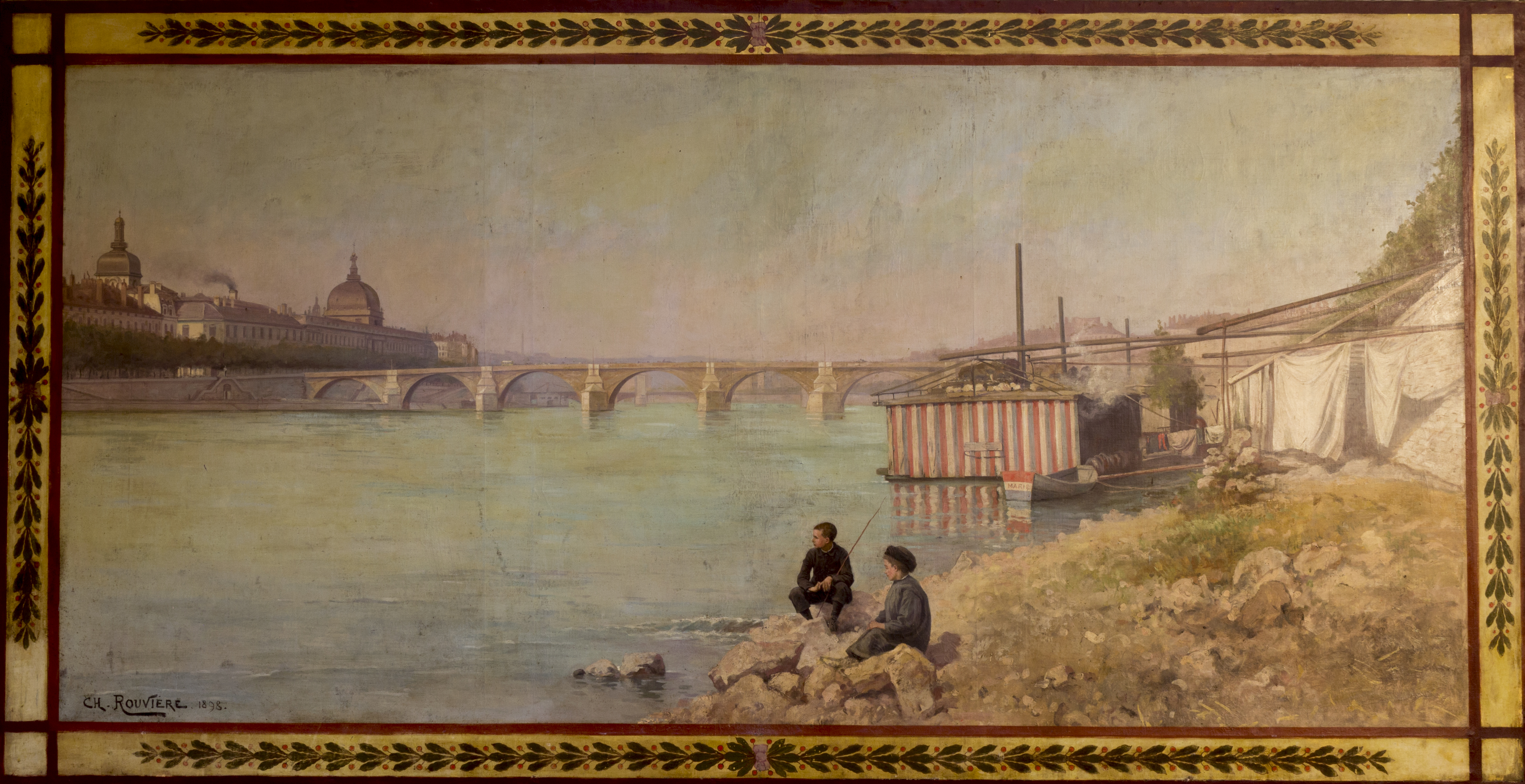
Toile de 1878 de Charles Rouvière exposée à l'hôtel de préfecture de Lyon.

## Hommages

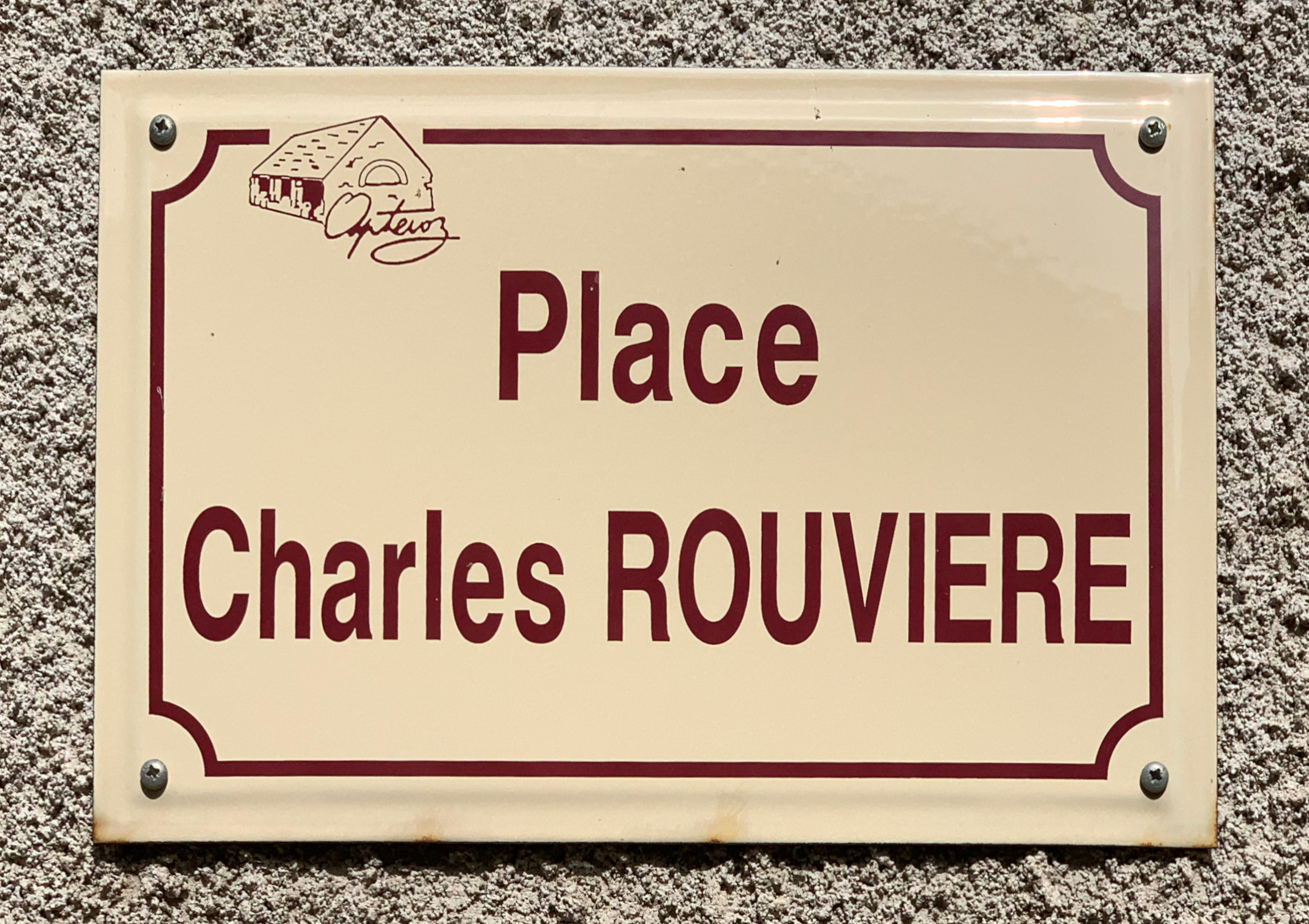
Place Charles-Rouvière à Optevoz.

Il existe une place Charles-Rouvière à Optevoz.